# Grimault
Grimault és un municipi francès, situat al departament del Yonne i a la regió de Borgonya - Franc Comtat. L'any 2007 tenia 123 habitants.

## Demografia

### Població
El 2007 la població de fet de Grimault era de 123 persones. Hi havia 50 famílies, de les quals 16 eren unipersonals (8 homes vivint sols i 8 dones vivint soles), 17 parelles sense fills, 13 parelles amb fills i 4 famílies monoparentals amb fills.
La població ha evolucionat segons el següent gràfic:
Habitants censats

### Habitatges
El 2007 hi havia 113 habitatges, 56 eren l'habitatge principal de la família, 51 eren segones residències i 5 estaven desocupats. 111 eren cases i 1 era un apartament. Dels 56 habitatges principals, 48 estaven ocupats pels seus propietaris i 8 estaven llogats i ocupats pels llogaters; 3 tenien dues cambres, 14 en tenien tres, 18 en tenien quatre i 22 en tenien cinc o més. 37 habitatges disposaven pel capbaix d'una plaça de pàrquing. A 26 habitatges hi havia un automòbil i a 26 n'hi havia dos o més.

### Piràmide de població
La piràmide de població per edats i sexe el 2009 era:
| Homes | Edats   | Dones |
| ----- | ------- | ----- |
| 0     | 95 o +  | 0     |
| 0     | 90 a 94 | 0     |
| 0     | 85 a 89 | 8     |
| 0     | 80 a 84 | 0     |
| 0     | 75 a 79 | 0     |
| 4     | 70 a 74 | 4     |
| 8     | 65 a 69 | 4     |
| 8     | 60 a 64 | 0     |
| 0     | 55 a 59 | 4     |
| 8     | 50 a 54 | 4     |
| 0     | 45 a 49 | 4     |
| 0     | 40 a 44 | 0     |
| 4     | 35 a 39 | 4     |
| 12    | 30 a 34 | 4     |
| 4     | 25 a 29 | 4     |
| 4     | 20 a 24 | 4     |
| 0     | 15 a 19 | 0     |
| 0     | 10 a 14 | 0     |
| 4     | 5 a 9   | 4     |
| 4     | 0 a 4   | 8     |

## Economia
El 2007 la població en edat de treballar era de 72 persones, 48 eren actives i 24 eren inactives. De les 48 persones actives 43 estaven ocupades (27 homes i 16 dones) i 5 estaven aturades (2 homes i 3 dones). De les 24 persones inactives 14 estaven jubilades, 1 estava estudiant i 9 estaven classificades com a «altres inactius».

### Ingressos
El 2009 a Grimault hi havia 57 unitats fiscals que integraven 122 persones, la mediana anual d'ingressos fiscals per persona era de 16.299 €.

### Activitats econòmiques
Dels 3 establiments que hi havia el 2007, 1 era d'una empresa de construcció i 2 d'empreses d'hostatgeria i restauració.
Dels 2 establiments de servei als particulars que hi havia el 2009, 1 era un guixaire pintor i 1 restaurant.
L'any 2000 a Grimault hi havia 11 explotacions agrícoles que ocupaven un total de 1.416 hectàrees.

## Poblacions més properes
El següent diagrama mostra les poblacions més properes.